# Valse triste
Valse triste is een orkestwerk van de Finse componist Jean Sibelius. De wals (opus 44) duurt tussen vijf en zes minuten. Sibelius schreef het werk in 1903. Het is een van zijn bekendste werken geworden en het wordt vaak uitgevoerd op de concertpodia. Ook zijn er in de loop der jaren honderden opnames verschenen. Alle bekende orkesten en dirigenten hebben het werk ooit opgenomen.
Sibelius schreef de muziek bij het toneelstuk Kuolema (Dood) van de Finse auteur Arvid Järnefelt. Valse Triste gaat over een zoon die bij zijn stervende moeder zit. Als hij indut verspreidt zich een roze gloed door de kamer en stapt de moeder in een wit gewaad het bed uit. Ze begint zacht te walsen met enkele onzichtbare gasten. Als de wals tot een hoogtepunt komt, zwaait plotseling de deur open. Het licht verdwijnt, de moeder ligt weer in bed. Op de drempel staat de dood.